# Rijksbeschermd gezicht Ootmarsum
Gezicht Ootmarsum is een van rijkswege beschermd stadsgezicht in Ootmarsum in de Nederlandse provincie Overijssel. De procedure voor aanwijzing werd gestart op 25 januari 1990. Het gebied werd op 13 mei 1996 definitief aangewezen. Het beschermd gezicht beslaat een oppervlakte van 7,6 hectare.
Panden die binnen een beschermd gezicht vallen krijgen niet automatisch de status van beschermd monument. Wel zal de gemeente het bestemmingsplan aanpassen om nieuwe ontwikkelingen in het gebied te reguleren. De gezichtsbescherming richt zich op de stedenbouwkundige en cultuurhistorische waardering van een gebied en wil het toekomstig functioneren daarvan veiligstellen.